# Giovanni Pietro Albuzio
Giovanni Pietro Albuzio (* 1507; † 14. Februar 1583 in Pavia) war ein italienischer Mediziner und Hochschullehrer.

## Leben
Giovanni Pietro Albuzio war der Sohn seines gleichnamigen Vaters Giovanni Pietro Albuzio, Arzt und Schriftsteller und dessen Ehefrau Giulia, geborene Daveria.
Als Theologe und Philosoph unterrichtete er ab 1532 anfangs Rhetorik und später Logik an der Universität Pavia; es folgten zwar Berufungen an die Universität von Bologna und die Universität Pisa, diese lehnte er jedoch ab.
Wegen seiner medizinischen Kenntnisse wurde er häufig an das Krankenbett von Fürsten, Prälaten und Adligen gerufen. Während die Pest 1577 in Mailand wütete, war er für das Gesundheitswesen im Quartier Porta Vercellina zuständig.
Aufgrund seiner Mitgliedschaften beim Collegio dei Fisci Nobili und der Accademia degli Affidati wurde er auch von anderen Gelehrten, unter anderem vom Humanisten Gerolamo Cardano, konsultiert.
Giovanni Pietro Albuzio war mit Lucia Lampugnani aus Mailand verheiratet.

## Mitgliedschaften
Er war Mitglied des Collegio dei Fisici Nobili und der Accademia degli Affidati von Pavia.

## Schriften (Auswahl)
Sein Tod verhinderte die Veröffentlichung seiner beiden Werke Lectionum lib. II und Consiliorum medicinalium lib. I.